# Landgericht Bischofsheim
Das Landgericht Bischofsheim war ein von 1804 bis 1879 bestehendes bayerisches Landgericht älterer Ordnung mit Sitz in Bischofsheim im heutigen Landkreis Rhön-Grabfeld. Die Landgerichte waren im Königreich Bayern Gerichts- und Verwaltungsbehörden, die 1862 in administrativer Hinsicht von den Bezirksämtern und 1879 in juristischer Hinsicht von den Amtsgerichten abgelöst wurden.

## Geschichte
Im Jahr 1804 wurde im Verlauf der Verwaltungsneugliederung Bayerns das Landgericht Bischofsheim errichtet. 1806 bis 1814 war es dann ein Landgericht im Großherzogtum Würzburg. Dieses kam im Jahr 1817 zum neu gegründeten Untermainkreis, dem Vorläufer des späteren Regierungsbezirks Unterfranken.
Anlässlich der Einführung des Gerichtsverfassungsgesetzes am 1. Oktober 1879 wurde das Amtsgericht Bischofsheim gebildet, dessen Sprengel identisch mit dem vorherigen Landgerichtsbezirk Bischofsheim war und die Orte Bischofsheim in der Rhön, Burgwallbach, Frankenheim, Ginolfs, Haselbach in der Rhön, Langenleiten, Oberelsbach, Oberweißenbrunn, Sandberg, Schmalwasser, Schönau an der Brend, Sondernau, Unterelsbach, Unterweißenbrunn, Waldberg, Wegfurt und Weisbach umfasste.

## Landrichter
- Johann Baptist Anton Wimmer, Landrichter von 1836 bis 1842